# Карат-Тамак
Карат-Тамак (баш. Ҡараттамаҡ) — деревня в Туймазинском районе Республики Башкортостан Российской Федерации. Входит в состав Старотуймазинского сельсовета. 

## География

### Географическое положение
Расстояние до:
- районного центра (Туймазы): 15 км,
- центра сельсовета (Старые Туймазы): 4 км,
- ближайшей ж/д станции (Туймазы): 15 км.

## Население
| 2002 | 2009 | 2010 |
| ---- | ---- | ---- |
| 73   | ↗82  | ↘78  |

Национальный состав
Согласно переписи 2002 года, преобладающие национальности — башкиры (59 %), татары (37 %).